# Yo! MTV Raps
Yo! MTV Raps è stato un programma televisivo di MTV andato in onda dal 1988 al 1995, inizialmente in inglese con sottotitoli in italiano.
Alcuni anni dopo, nell'estate del 2003, è stata introdotta la versione italiana condotta da Marco Maccarini tutti i lunedì sera in seconda serata. Era stato il primo programma italiano completamente dedicato al meglio della scena rap in circolazione.
Dopo molte puntate fu deciso di togliere la conduzione dal programma e trasmettere solo video a rotazione.
Il programma torna in onda su MTV Italia a partire da marzo 2020, con la conduzione di Emis Killa.